# Duché ripuaire

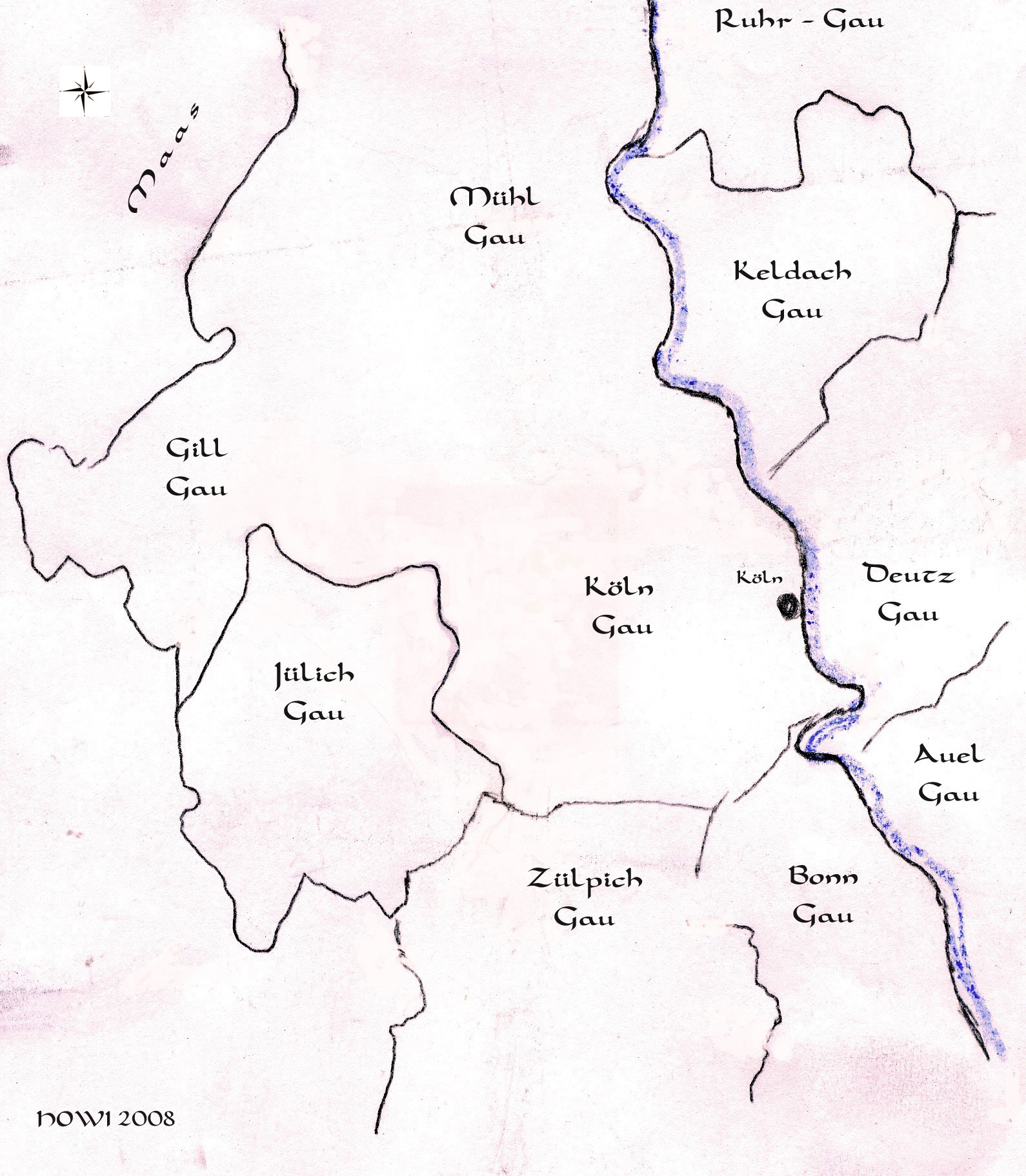
Certains comtés ripuaires

Le duché ripuaire (en latin ducatus Ribuariorum) ou Ripuarie est un duché des royaumes francs. Il se situe aux alentours du cours moyen du Rhin. Il tire son nom du fait qu'il a été occupé par les Francs ripuaires. Il était composés des pagi suivants, appelés comtés ripuaires :
- L'Auelgau ;
- Le Deutzgau ;
- Le Keldachgau ;
- Le Ruhrgau ;
- Le Bonngau ;
- Le Kölngau ;
- Le Jülichgau ;
- Le Zülpichgau ;
- L'Eifelgau.

Ce duché a été partagé lors du traité de Verdun (843) entre Lothaire, qui reçut les cinq comtés situés sur la rive gauche du Rhin, et Louis le Germanique, qui reçut les quatre comtés de la rive droite.

## Source
- Léon Vanderkindere, La Formation territoriale des principautés belges au Moyen Âge, vol. I, Bruxelles, H. Lamertin, 1902 (réimpr. 1981) (lire en ligne), p. 11